# Johann Springer

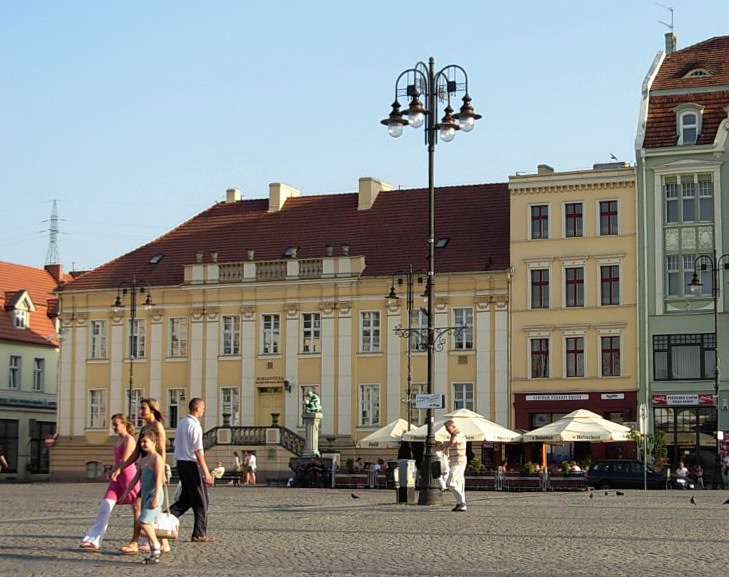
Budynek Sądu Nadwornego (1781-1807) oraz władz administracyjnych Obwodu Nadnoteckiego i Rejencji Bydgoskiej, w którym pracował Johann Springer

Johann Gottfried Springer (ur. 1763 w Iławie, zm. 1837 w Bydgoszczy) – fiskał Królewskiej Regencji w Bydgoszczy, Honorowy Obywatel Bydgoszczy.

## Życiorys
Urodził się 24 marca 1763 w Iławie w Prusach Wschodnich. Uczęszczał do Collegium Fridericianum w Królewcu. W latach 1781–1784 odbył studia prawnicze na tamtejszym uniwersytecie. Następnie podjął pracę w sądownictwie.
Jako auskultator został zatrudniony w bydgoskim Zachodniopruskim Sądzie Nadwornym. W 1785 r. uzyskał stopień referendariusza, a w 1787 r. asesorra. Później na krótko podjął pracę w bydgoskim magistracie jako sekretarz, a w 1793 r. objął stanowisko sędziego powiatowego w Fordonie. Ostatecznie w 1794 r. powrócił do Bydgoszczy, gdzie przyjął posadę urzędnika sądowego w Urzędzie Domenalnym Obwodu Nadnoteckiego. W 1801 r. ponownie, już w stopniu radcy sprawiedliwości, trafił do Sądu Nadwornego w Bydgoszczy, gdzie zasiadał w kolegium kryminalnym. W 1807 r. po utworzeniu Księstwa Warszawskiego i likwidacji agend państwa pruskiego osiadł w Świeciu nad Wisłą, gdzie znalazł zatrudnienie jako radca sprawiedliwości. W 1809 r. został burmistrzem Świecia, a swoje kierowanie pracą magistratu zakończył znacznym pomnożeniem dochodów miasta.
Po klęsce Napoleona I i upadku Księstwa Warszawskiego w 1815 r. powrócił do Bydgoszczy, zaproszony przez pierwszego prezydenta Regencji Bydgoskiej Josepha von Stein-Kamieńskiego do budowy i organizacji administracji państwowej monarchii pruskiej. 1 maja 1816 r. objął stanowisko fiskała Regencji w Bydgoszczy, a w 1818 r. jako urzędnik wysokiego szczebla wszedł w skład kolegium regencyjnego. Stanowisko fiskała wywodziło się z XVIII-wiecznej pruskiej nomenklatury urzędniczej. Łączyło w sobie funkcje adwokata o charakterze urzędniczym, którego zadaniem była reprezentacja i ochrona interesów finansowych Skarbu Państwa oraz funkcje oskarżyciela publicznego. Z biegiem lat funkcje fiskałów przeniesiono na prokuratorów.
Johann Springer pracował do 1836 r., po czym przeszedł na emeryturę. Zmarł 24 kwietnia 1837 w Bydgoszczy. Został odznaczony Orderem Orła Czerwonego III klasy. Przez wiele lat był opiekunem wnuczki Emilie, dziecka jego nieżyjącej najstarszej córki.

## Honorowy Obywatel Bydgoszczy
7 stycznia 1835 r. rada miejska Bydgoszczy na wniosek magistratu podjęła uchwałę o nadaniu mu godności Honorowego Obywatela Bydgoszczy. Właściwa uroczystość i wręczenie okolicznościowego dyplomu oraz srebrnego pucharu miało miejsce 7 lutego 1835 r. Wyróżnienie to wręczono mu przy okazji jubileuszu 50-lecia pracy w służbie państwowej. W uzasadnieniu podkreślono, że większą część swego życia spędził on w Bydgoszczy, działając na rzecz pomyślności miasta.